# Armando Mafud
Armando Mafud (Salina Cruz, 26 de julio de 1948) es un diseñador de moda mexicano conocido por sus creaciones de estilo folclórico.

## Primeros años
Hijo de inmigrantes sirios nació en Salina Cruz en 1948, en la adolescencia trabajó en la tienda de sus abuelos vendiendo telas y cobertores, luego se mudó a Ciudad de México donde estudió odontología en la Universidad Nacional Autónoma de México; profesión que ejerció durante diez años hasta 1981.

## Carrera
Empezó su carrera en el diseño de moda vendiendo accesorios folclóricos inspirados en las artesanías que vendían en el Centro de la Ciudad de México, tras ser invitado a un concurso Señorita México diseñó una serie de vestidos inspirados en el trabajo de los artesanos indígenas.

## Desfiles en el Palacio de Bellas Artes
Ha sido el único diseñador en presentar desfiles en el Palacio de Bellas Artes en tres ocasiones.

## Juegos Olímpicos de Londres 2012
Fue seleccionado por la Comisión Nacional de Cultura Física y Deporte (México) para vestir a la delegación olímpica mexicana en los Juegos Olímpicos de Londres 2012, los deportistas desfilaron con ponchos y zarapes multicolor. Aunque en Europa recibió buena aceptación incluso recibiendo un minuto de cámara por parte de la BBC fue duramente criticado en México por su propuesta para el evento.

## Libros
- Por Siempre México, 2017.

## Premios y distinciones
- 2016 Fashion Star Forever de  Fashion Group International.

## Exposiciones y Desfiles
- 1997 abril, México DF, Palacio de las Bellas Artes.
- 1997 diciembre, México DF, Palacio de las Bellas Artes.
- 1998 debrero, París, Carrousel del Museo de Louvre.
- 1998 mayo, DF, Museo Tamayo.
- 1999 julio, Mónaco, Gala Latina.
- 1999 Agosto Düsseldorf, Alemania.
- 2000 Enero, París, Bensacon, vestuario de la ópera Las Marimbas Del Exilio, producción Franco-Mexicana.
- 2000 Abril, DF, México, Festival del Centro Histórico de la Ciudad de México.
- 2000 agosto, Medellín, Colombia, Colombia Moda.
- 2001 marzo, Miami, EUA, Fashion Week of America's.
- 2001 octubre, París, Francia.
- 2001 noviembre Maracaibo, Venezuela, Semana de la Moda.
- 2002 marzo, Bolonia y Milán, Cosmoprof.
- 2002 marzo, EUA, Fashion Week of America's.
- 2002 Agosto, Düsseldorf, Alemania, CPD Woman- Manen.
- 2003 Septiembre, Chicago, EUA, Latin Beauty Fashion Show.
- 2003 octubre, Granada, España, World Lotery Forum.
- 2003 octubre, Praga, República Checa, Fashion.
- 2004 marzo, Oaxaca, México, Teatro Macedonio Alcalá.
- 2004 junio, Miami, EUA, Fashion Week of America's.
- 2004 agosto, Madrid, España, P.D.E.
- 2004 septiembre, Düsseldorf, Alemania, CPD Woman-Manen.
- 2004 septiembre, Madrid, España, Feria de IFEMA
- 2004 Septiembre, Berlín, Alemania, Embajada de México.
- 2004 octubre, Desfile de Vanidades.
- 2005 febrero, Madrid, España, Semana Internacional de la Moda.
- 2005 mayo, Fashion International View.
- 2005 agosto, Zacatecas, México.
- 2005 septiembre, Centro Histórico de la Ciudad de México.
- 2005 octubre, México DF, Grupo Editorial De Mujeres Ejecutivas Mexicanas.
- 2006 febrero, Düsseldorf, Alemania, CPD, Woman - Manen.
- 2006 febrero, Madrid, España, Simm Semana Internacional De La Moda.
- 2006 abril, México DF, inauguración en el edificio HSBC.
- 2006 mayo, Viena, Austria, Cubre de América Latina, Caribe y la Unión Europea.
- 2006 junio, Oaxaca, México, Fundación Mi Corazón Te Necesita.
- 2007 abril, Aguascalientes, México, vestuario para el espectáculo musical El Ferial.
- 2007 octubre, Tuxtla Gutiérrez, Chiapas, Espectáculo de Diseño y Arte.
- 2008 Febrero, Dallas, Texas, The Mexican Institute.
- 2008 marzo, México DF, Mercedes Benz Fashion Week.
- 2008 septiembre, Lima, Perú, Gala Viva México.
- 2008 septiembre, Zacatecas, México.
- 2008 octubre, México DF, Mercedes Benz Fashion Week.
- 2008 noviembre, Ciudad Victoria, México, Sistema Nacional para el Desarrollo Integral de la Familia Adopta Un Abuelito.
- 2008 diciembre, Oaxaca, México, DIF, Cobijemos Oaxaca.
- 2009 febrero, Guadalajara (México).
- 2009 marzo, Playa del Carmen, Gala Hotel 'In Fashion'.
- 2009 mayo, México DF, Mercedes Benz Fashion Week.
- 2009 junio, República Dominicana, Fashion Week.
- 2009 octubre, México DF, Mercedes Benz Fashion Week.
- 2010 Recorrido por varios estados de México, Espectáculo: Bicentenario Independencia, Centenario de la Revolución, 30 Años Mafud.
- 2010 Febrero, Puebla, México, Benemérita Universidad Autónoma de Puebla.
- 2010 Mayo, Oaxaca, Teatro Macedonio Alcalá.
- 2010 Septiembre, Asociación namat.
- 2010 Noviembre, México DF, Palacio Condes de Valparaíso.
- 2011 Abril, México DF, Palacio de las Bellas Artes.
- 2011 Septiembre, Saltillo, México, DIF.
- 2011 Noviembre, Asociación Namat.
- 2011 Noviembre, FOVISSTE.
- 2012 Abril, Huatulco, México, Tienda Hotel Secrets.
- 2012 Agosto, Londres, Inglaterra, Vestuario para al delegación Mexicana en la Inauguración de los Juegos Olímpicos de Londres 2012.
- 2012 septiembre, EUA, Gala de la Fundación ST. JUDE.
- 2012 septiembre, Orlando, EUA, Gala 'México VIVE, Vive México para la Casa de México.
- 2012 octubre, Oaxaca, México, Primer Encuentro de Ecoturismo Indígena.
- 2014 octubre, México DF, "Entre Amigos, Bayer".
- 2015 octubre, México CDMX, "Entre Amigos, Bayer".[3]
- 2016 Abril, México, CDMX, Palacio de Iturbide, Arte de la Indumentaria y la moda en México.[6]